# Vincent Guérin
Vincent Guérin (Boulogne-Billancourt, 22 novembre 1965) è un allenatore di calcio ed ex calciatore francese, di ruolo centrocampista.

## Carriera

### Club
Il 5 ottobre 1997 venne squalificato per essere risultato positivo al nandrolone.

## Palmarès

### Club

#### Competizioni nazionali
- Coppa di Francia: 4

Montpellier: 1989-1990
Paris Saint-Germain: 1992-1993, 1994-1995, 1997-1998
- Coppa di Lega francese: 3

Montpellier: 1991-1992
Paris Saint-Germain: 1994-1995, 1996-1997
- Campionato francese: 1

Paris Saint-Germain: 1993-1994
- Supercoppa francese: 1

Paris Saint-Germain: 1995

#### Competizioini internazionali
- Coppa delle Coppe: 1

Paris Saint-Germain: 1995-1996

### Nazionale
- Campionato d'Europa Under-21: 1

1988

### Individuale
- Trophées UNFP du football: 1

Miglior giocatore della Division 1: 1995
- Calciatore francese dell'anno: 1

1995